# I Will Always Love You (Whitney Houston)
I Will Always Love You è un singolo di Whitney Houston del 1992, cover dell'omonimo brano di Dolly Parton del 1974. 
Il brano è il tema portante del film Guardia del corpo, di cui la cantante è protagonista. Con 14 settimane consecutive trascorse al primo posto della Billboard Hot 100, il singolo è entrato nel Guinness dei primati, come il singolo con più settimane consecutive alla prima posizione di un'artista femminile solista.
Giudicato uno dei singoli più famosi e iconici di tutti i tempi, nonché cavallo di battaglia della Houston, I Will Always Love You è il quinto singolo più venduto nella storia della musica, nonché il singolo più venduto nella storia da una cantante femminile, con oltre 25 milioni di copie vendute a livello globale. Inoltre è stato il singolo più venduto al mondo nel 1992.
Il 27 ottobre 2020, il videoclip ufficiale del brano raggiunge lo storico traguardo di 1 miliardo di visualizzazioni su YouTube, diventato il primo video della Houston a toccare questa quota.
Nel 2020, il brano è stato scelto per la conservazione nel National Recording Registry della Biblioteca del Congresso degli Stati Uniti in quanto "culturalmente storico e significativo".
Nel 2021, "I Will Always Love You" è stato posizionato al 94º posto tra I 500 migliori brani musicali secondo Rolling Stone.
Il 19 ottobre 2023, il brano è stato posizionato al 60º posto nella lista dei 500 migliori brani musicali pop di tutti i tempi secondo Billboard.

## Composizione e pubblicazione
Originariamente la cantante avrebbe dovuto registrare What Becomes of the Brokenhearted di Jimmy Ruffin come tema del film. Tuttavia quando i produttori della pellicola scoprirono che la stessa canzone era stata usata per il film Pomodori verdi fritti alla fermata del treno, fu chiesto al coprotagonista Kevin Costner di trovare un'altra canzone. Fu proprio Costner a suggerire il brano di Dolly Parton, che valorizzava particolarmente il timbro vocale della Houston.
Il sassofono, che si può sentire a metà canzone, è suonato da Kirk Whalum.

## Edizioni
I Will Always Love You fu pubblicato su CD singolo e su disco in vinile a 45 giri di 30 cm insieme ai brani Jesus Loves Me e Do You Hear What I Hear?; su disco in vinile a 45 giri di 17,5 cm solo con Jesus Loves Me sul lato B; in audiocassetta con Jesus Loves Me con entrambi i brani sui due lati del supporto.

## Videoclip
Il video del brano, girato da Alan Smithee (pseudonimo di Nick Brandt, che ha rimosso il suo nome a causa del modo in cui Clive Davis ha rieditato il video), comincia con la performance del brano da parte della Houston alla fine del film, per poi continuare con la cantante seduta in un cinema deserto; verso la fine del video la cantante è seduta in un campo innevato.
Il video è inframmezzato con spezzoni del film.

## Successo commerciale
Il singolo fu un successo internazionale di dimensioni straordinarie, vendendo oltre 25 milioni di copie in tutto il mondo, dimostrandosi un successo maggiore della versione originale del brano, diventando il singolo più venduto in assoluto da una cantante femminile nonché uno dei più venduti di sempre. Inoltre il brano trascorse 14 settimane consecutive al primo posto della Billboard Hot 100 diventando così la hit numero uno più longeva di sempre mai cantata da una solista femminile. Il singolo raggiunse la vetta delle classifiche in tutto il mondo. Nel 2022, il brano è stato certificato disco di diamante per le oltre 10 milioni di copie vendute solo negli Stati uniti. Il brano è stato inserito nella lista delle Canzoni del Secolo (Songs of the Century) dalla Recording Industry Association of America e dalla National Endowment for the Arts.
A febbraio 2012, dopo la morte dell'artista, il brano è ritornato in voga in tutte le classifiche internazionali ed è riuscito a vendere 872 000 copie negli Stati Uniti durante i primi sei mesi del 2012.

## Remix ufficiali
- I Will Always Love You [Hex Rector Mix] 4:50
- I Will Always Love You [Hex Hector Radio Remix] 4:52
- I Will Always Love You [Hex Hector 12 Inch] 9:51

## Riconoscimenti (parziale)
- Grammy Awards
  - Record of the Year
  - Best Female Pop Vocal Performance
- American Music Award
  - Favorite Pop/Rock Female Single
  - Favorite R&B/Soul Female Single
- Billboard Music Awards
  - Top Selling Single of the Year
  - Top Hot 100 Single of the Year
  - Top R&B Selling Single of the Year
  - Top R&B Single
- World Music Awards
  - World's #1 Single of 1993
- MTV Movie Awards
  - Best Song
- People's Choice Awards
  - Favorite Female Music Video
- Soul Train Music Awards
  - Soul Train Music Award for Best R&B Soul Single, Female
- Nel 2020 il brano è stato scelto per la conservazione nel National Recording Registry della Biblioteca del Congresso degli Stati Uniti in quanto "culturalmente storico e significativo".[26]
- Nel 2021, "I Will Always Love You" è stato posizionato al 94º posto tra I 500 migliori brani musicali secondo Rolling Stone.[27]

## Classifiche

### Classifiche settimanali
| Classifica (1992) | Posizione massima |
| ----------------- | ----------------- |
| Australia         | 1                 |
| Austria           | 1                 |
| Belgio            | 1                 |
| Francia           | 1                 |
| Germania          | 1                 |
| Europa            | 1                 |
| Irlanda           | 1                 |
| Italia            | 1                 |
| Giappone          | 1                 |
| Nuova Zelanda     | 1                 |
| Norvegia          | 1                 |
| Paesi Bassi       | 1                 |
| Regno Unito       | 1                 |
| Spagna            | 1                 |
| Svezia            | 1                 |
| Svizzera          | 1                 |
| Stati Uniti       | 1                 |
| Classifica (2012) | Posizione massima |
| Australia         | 8                 |
| Austria           | 10                |
| Danimarca         | 10                |
| Finlandia         | 17                |
| Francia           | 2                 |
| Italia            | 7                 |
| Norvegia          | 12                |
| Nuova Zelanda     | 7                 |
| Paesi Bassi       | 5                 |
| Regno Unito       | 14                |
| Spagna            | 2                 |
| Svezia            | 56                |
| Svizzera          | 3                 |

### Classifiche di fine anno
| Classifica (1992) | Posizione |
| ----------------- | --------- |
| Australia         | 17        |
| Italia            | 7         |
| Regno Unito       | 1         |
| Classifica (1993) | Posizione |
| Australia         | 2         |
| Austria           | 8         |
| Canada            | 1         |
| Giappone          | 31        |
| Paesi Bassi       | 61        |
| Svizzera          | 7         |
| Regno Unito       | 9         |
| Billboard Hot 100 | 1         |

### Classifiche di fine decennio
| Classifica (1990-99) | Posizione |
| -------------------- | --------- |
| Francia              | 62        |
| Paesi Bassi          | 24        |
| Regno Unito          | 10        |
| Stati Uniti          | 7         |

### Classifiche di tutti i tempi
| Classifica (1958-2021) | Posizione |
| ---------------------- | --------- |
| Stati Uniti            | 60        |